# Le Cerf malade
Le Cerf malade est la sixième fable du livre XII de Jean de La Fontaine situé dans le troisième et dernier recueil des Fables de La Fontaine, édité pour la première fois en 1693 mais daté de 1694.

## Texte de la fable
En pays pleins de Cerfs un Cerf tomba malade.

Incontinent maint Camarade

Accourt à son grabat le voir, le secourir,

Le consoler du moins ; multitude importune.

Eh ! Messieurs, laissez-moi mourir.

Permettez qu’en forme commune

La Parque m’expédie, et finissez vos pleurs.

Point du tout : les Consolateurs

De ce triste devoir tout au long s’acquittèrent :

Quand il plut à Dieu s’en allèrent.

Ce ne fut pas sans boire un coup,

C’est-à-dire sans prendre un droit de pâturage.

Tout se mit à brouter les bois du voisinage.

La pitance du Cerf en déchut de beaucoup.

Il ne trouva plus rien à frire.

D’un mal il tomba dans un pire,

Et se vit réduit à la fin

À jeûner et mourir de faim.

Il en coûte à qui vous réclame,

Médecins du corps et de l’âme.

Ô temps, ô mœurs ! J’ai beau crier,

Tout le monde se fait payer.
— Jean de La Fontaine, Fables de La Fontaine, Le Cerf malade, texte établi par Jean-Pierre Collinet, Fables, contes et nouvelles, Gallimard, « Bibliothèque de la Pléiade », 1991, p. 463